# 云南小花藤
云南小花藤（学名：Micrechites malipoensis var. parvifolius）为夹竹桃科小花藤属下的一个变种。